# ژن رقیق‌کننده

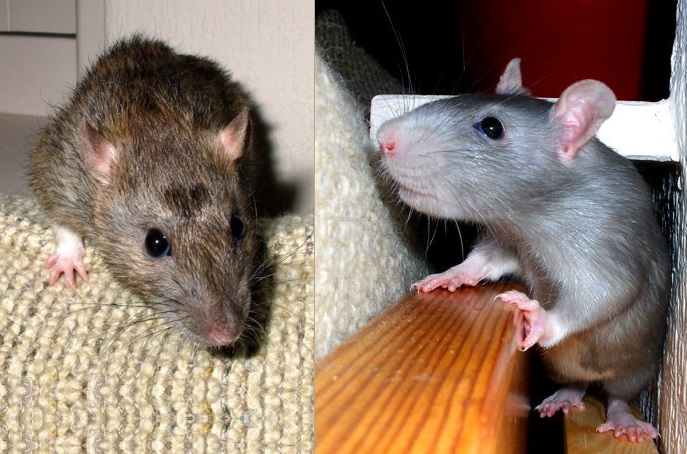
دو موش: سمت چپ: آگوتی، سمت راست: پوششی که توسط ژن رقیق به آبی روشن شده است.

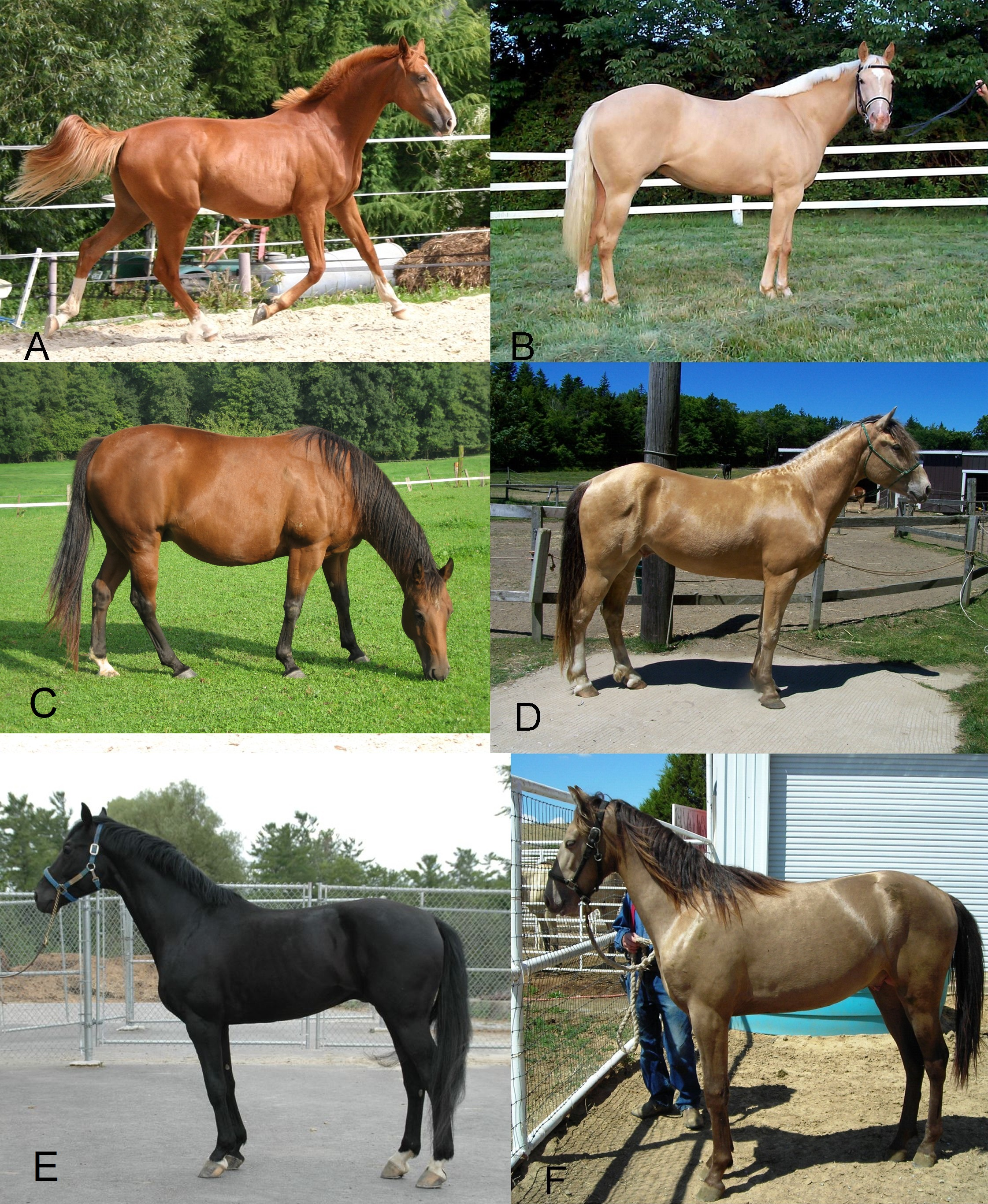
تأثیر ژن رقیق شامپاین روی خزهای مختلف اسب

ژن رقیق‌کننده (به انگلیسی: Dilution gene) هر یک از تعدادی ژن است که برای ایجاد رنگ پوشش روشن‌تر در جانداران زنده عمل می‌کند. نمونه‌های زیادی از این ژن‌ها وجود دارد:

## عمومی
رنگ‌های پوشش رقیق دارای ملانوسیت هستند، اما به دلیل غلظت یا نوع سلول‌های تولیدکننده رنگدانه، نه به دلیل عدم وجود آنها، از رنگ‌های تیره‌تر متفاوت است. رقیق‌شدن رنگدانه، که گاهی به عنوان هیپوملانیسم نامیده می‌شود، سفیدگرایی، زالی (کامل، بخشی یا رقیق‌شدن)، شبح، رنگ‌پریدگی و ایزابلینیسم نامیده می‌شود.
- زالی شرایطی را توصیف می‌کند که در آن سلول‌های رنگدانه‌ای، رنگدانه کمی تولید می‌کنند یا اصلاً رنگدانه ندارند.
- سفیدگرایی وضعیتی را توصیف می‌کند که باعث از بین رفتن سلول‌های رنگدانه می‌شود.

### نمای کلی
از میان سایه‌های رنگی که در خز سگ‌ها یافت می‌شود، قهوه‌ای روشن ناشی از فئوملانین به سختی تحت تأثیر قرار می‌گیرد. اوملانین سیاه به رنگ خاکستری به نام «آبی» روشن می‌شود. اوملانین قهوه‌ای شکلاتی به رنگ معمولی Weimaraner روشن می‌شود.

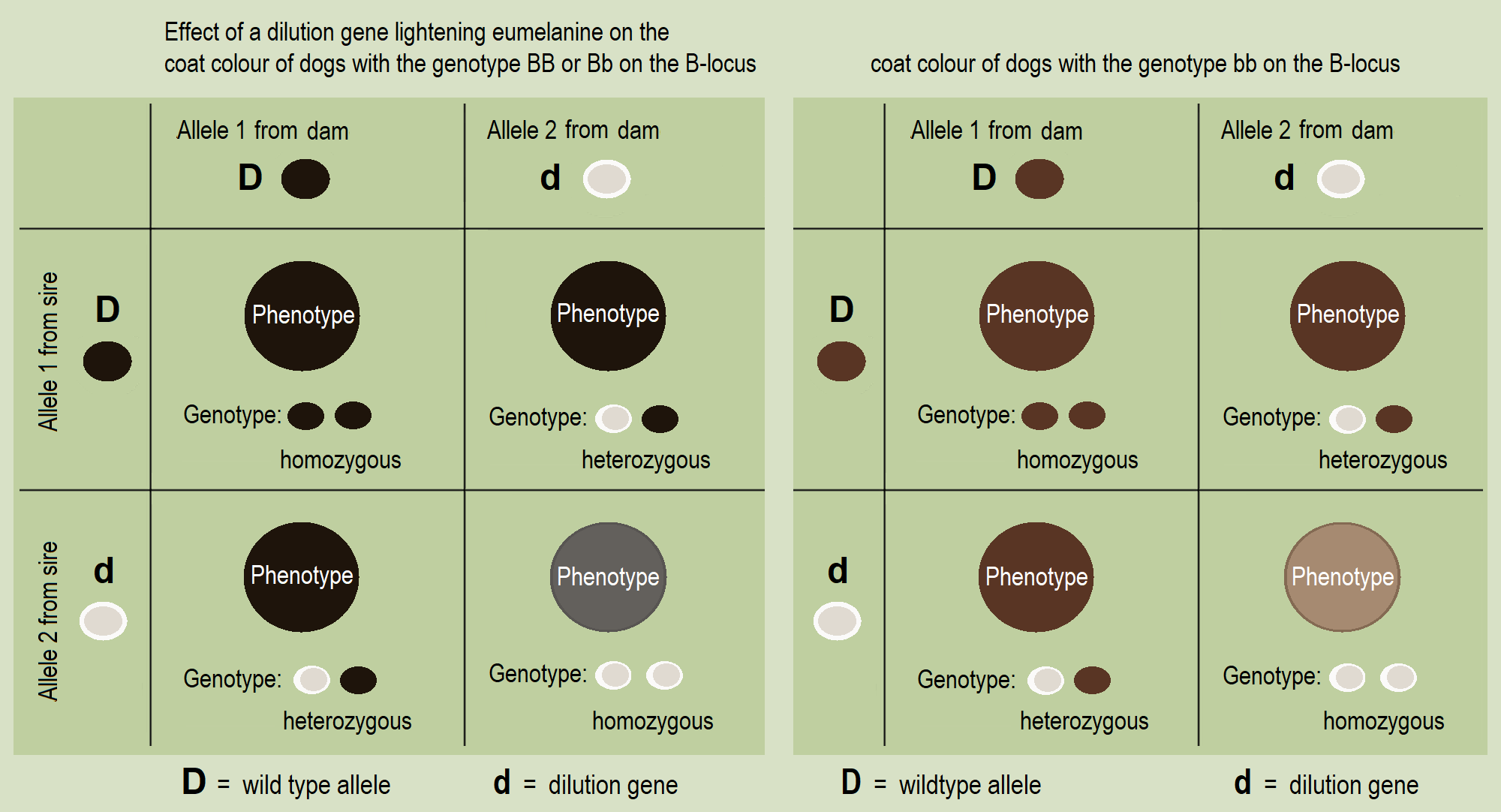
نمودار وراثت سمت چپ: اوملانین سیاه، راست: اوملانین قهوه‌ای